# Cleo Ridgely
Cleo Ridgely (Nueva York, 12 de mayo de 1893 - Glendale, California, 18 de agosto de 1962) fue una actriz cinematográfica estadounidense, cuya carrera, iniciada en 1911 en la época del cine mudo, se prolongó a lo largo de cuarenta años. Retirada en los años 1930 volvió al cine con posterioridad, rodando su último film, Hollywood Story, en 1951.

## Biografía
Nacida en Nueva York, su verdadero nombre era Freda Cleo Helwig. Sus padres eran August Helwig y Catherine Emily Sommerkamp, y tenía dos hermanas, Christina y Martha.
Ridgely protagonizó con Ruth Roland un serial sobre una detective en los años 1920, y actuó en diferentes producciones junto a Wallace Reid y Lew Cody. La actriz participó en filmes de la Famous Players-Lasky Film Company y de Paramount Pictures. 
Fue seleccionada reina de la exposición que la Auburn Automobile Company presentó en el show automovilístico de Los Ángeles, California, en octubre de 1915. En una foto de la época la actriz posaba con un Auburn Six de 1916. 
Cleo Ridgely falleció en Glendale, California, en 1962. Murió en su casa, a los 69 años de edad. Fue enterrada en el Cementerio Forest Lawn Memorial Park de la mencionada población. Había estado casada con James W. Horne, director de muchas de las comedias de Stan Laurel y Oliver Hardy. Antes había estado casada con Jaudon M. Ridgely, también conocido como Richard Ridgely.

## Filmografía completa[1]
| - The Working Girl's Success (1911) - His Exoneration (1911) - The Gambler's Influence (1911) - The Return (1911) - The Price of Money (1912) - Beauty and the Beast (1912) - The Power of Thought, de Lois Weber (1912) - The Weight of a Feather (1912) - The Greater Love (1912) - The Troubadour's Triumph, de Lois Weber (1912) - Faraway Fields, de Lois Weber (1912) - Captured by Mexicans, de Sidney Olcott (1914) - The Spoilers, de Colin Campbell (1914) - The Barrier of Ignorance, de George Melford (1914) - The Quicksands, de George Melford (1914) - The Rajah's Vow, de George Melford (1914) - The Bond Eternal, de George Melford (1914) - The Primitive Instinct, de George Melford (1914) - The Potter and the Clay, de George Melford (1914) - Micky Flynn's Escapade, de George Melford (1914) - The Invisible Power, de George Melford (1914) - The Smugglers of Lone Isle, de George Melford (1914) - The Fatal Opal, de George Melford (1914) - The Tragedy of Bear Mountain (1915) - The Girl Detective, de James W. Horne (1915) - The Affair of the Deserted House, de James W. Horne (1915) - The Apartment House Mystery, de James W. Horne (1915) - The Disappearance of Harry Warrington, de James W. Horne (1915) - The Mystery of the Tea Dansant, de James W. Horne (1915) - Old Isaacson's Diamonds, de James W. Horne (1915) - Jared Fairfax's Millions, de James W. Horne (1915) - Following a Clue, de James W. Horne (1915) - The Trap Door, de James W. Horne (1915) - The Diamond Broker, de James W. Horne (1915) - The Writing on the Wall, de James W. Horne (1915) - The Thumb Prints on the Safe, de James W. Horne (1915) - The Voice from the Taxi, de James W. Horne (1915) - Mike Donegal's Escape, de James W. Horne (1915) - The Tattooed Hand, de James W. Horne (1915) - Scotty Weed's Alibi, de James W. Horne (1915) - Stolen Goods, de George Melford (1915) - The Fighting Hope, de George Melford (1915) - The Puppet Crown, de George Melford (1915) - The Secret Orchard, de Frank Reicher (1915) - The Marriage of Kitty, de George Melford (1915) - The Chorus Lady, de Frank Reicher (1915) - The Golden Chance, de Cecil B. DeMille (1915) - The Love Mask, de Frank Reicher (1916) - The Selfish Woman, de E. Mason Hopper (1916) - The House with the Golden Windows, de George Melford - The Victory of Conscience, de Frank Reicher (1916) - The Yellow Pawn, de George Melford (1916) - The Victoria Cross, de Edward LeSaint (1916) | - Joan the Woman, de Cecil B. DeMille (1916) - Occasionally Yours, de James W. Horne (1920) - Dangerous Pastime, de James W. Horne (1922) - The Law and the Woman, de Penrhyn Stanlaws (1922) - Sleepwalker, de Edward LeSaint (1922) - The Forgotten Law, de James W. Horne (1922) - The Beautiful and Damned, de William A. Seiter (1922) - A Damsel in Distress, de George Stevens (1937) - Juvenile Court, de D. Ross Lederman (1938) - Born to Sing, de Edward Ludwig (1942) - I Remember Mama, de George Stevens (1948) - Hollywood Story, de William Castle (1951) - Old Isaacson's Diamonds, de James W. Horne (1915) - Jared Fairfax's Millions, de James W. Horne (1915) - Following a Clue, de James W. Horne (1915) - The Trap Door, de James W. Horne (1915) - The Diamond Broker, de James W. Horne (1915) - The Writing on the Wall, de James W. Horne (1915) - The Thumb Prints on the Safe, de James W. Horne (1915) - The Voice from the Taxi, de James W. Horne (1915) - Mike Donegal's Escape, de James W. Horne (1915) - The Tattooed Hand, de James W. Horne (1915) - Scotty Weed's Alibi, de James W. Horne (1915) - Stolen Goods, de George Melford (1915) - The Fighting Hope, de George Melford (1915) - The Puppet Crown, de George Melford (1915) - The Secret Orchard, de Frank Reicher (1915) - The Marriage of Kitty, de George Melford (1915) - The Chorus Lady, de Frank Reicher (1915) - The Golden Chance, de Cecil B. DeMille (1915) - The Love Mask, de Frank Reicher (1916) - The Selfish Woman, de E. Mason Hopper (1916) - The House with the Golden Windows, de George Melford - The Victory of Conscience, de Frank Reicher (1916) - The Yellow Pawn, de George Melford (1916) - The Victoria Cross, de Edward LeSaint (1916) - Joan the Woman, de Cecil B. DeMille (1916) - Occasionally Yours, de James W. Horne (1920) - Dangerous Pastime, de James W. Horne (1922) - The Law and the Woman, de Penrhyn Stanlaws (1922) - Sleepwalker, de Edward LeSaint (1922) - The Forgotten Law, de James W. Horne (1922) - The Beautiful and Damned, de William A. Seiter (1922) - A Damsel in Distress, de George Stevens (1937) - Juvenile Court, de D. Ross Lederman (1938) - Born to Sing, de Edward Ludwig (1942) - I Remember Mama, de George Stevens (1948) - Hollywood Story, de William Castle (1951) |